# 最佳損友闖情關
《最佳損友闖情關》是一套1988年的香港喜剧片，是導演王晶自編自導的作品，为同年電影《最佳損友》的續集。

## 劇情
徐氏兄弟的棺材事業好景不常，在徐定富野心勃勃的朋友羅勃鄭蠶食之下，徐氏兄弟大意失荊州失去了公司。徐定貴咽不下被羅勃鄭欺負的氣，在羅勃鄭挑釁之下前往霍氏企業挑戰羅勃鄭。於是一幫好友跟著阿貴進入霍氏企業"搞破壞"從小弟幹起，意外的徐定貴結識了霍氏企業的嬌嬌女"小蔻"。阿貴原本只想利用"小蔻"當踏腳石完成"復仇"的願望，不料卻因為陰錯陽差，使得荳荳與小蔻互相知道了彼此，使得阿貴不但事業失意、情場亦失意，而就在一颱風天的雨夜裡，荳荳前來找尋阿貴，並表態叔公已將事情經過告知，於是兩人誤會就此冰釋，並在之後的電影橋段，以患難見真情的安排做為一美好結局。

## 演員表
| 演員   | 後期粵語配音 | 角色                                                      |
| ------ | ------------ | --------------------------------------------------------- |
| 劉德華 | 李學斌       | 徐定貴（徐氏企業副總經理）                                |
| 關之琳 | 不明         | Nicole（霍氏企業大小姐）（徐定貴女友） （台灣為小蔻）     |
| 邱淑貞 | 沈小蘭       | 屈豆豆                                                    |
| 馮淬帆 | 馮淬帆       | 牛精帆（徐定貴損友）（台灣為牛頭帆）                      |
| 陳百祥 | 陳百祥       | 譚室超（徐定貴損友）（鹹濕超）（台灣為豬哥超）            |
| 曹查理 | 盧雄         | 仇厚奇（徐定貴損友）（臭口奇）（台灣為臭皮奇）            |
| 成奎安 | 金貴         | 屈原（豆豆之兄、霍氏企業保安主任）                        |
| 鄭裕玲 | 鄭裕玲       | Feliciana（霍氏企業董事長秘書）（四眼蛇）（台灣為佘小姐） |
| 吳君如 | 龍寶鈿       | Dorlina（咸濕超妻）（台灣為萬人迷）                       |
| 唐麗球 | 唐麗球       | Happy（牛精帆鹹濕超夢之中情人，客串）                     |
| 吳啟華 | 朱子聰       | Robert 鄭（霍氏企業執行董事兼總經理）（台灣為鄭羅勃）     |
| 翁世傑 | 陳永信       | 徐定富（徐氏企業總經理）徐定貴之兄                        |
| 許英秀 | 金貴         | 叔公                                                      |
| 劉兆銘 | 賈鳳梧       | 霍嘉彤（霍氏企業董事長）                                  |
| 白 茵  | 龍寶鈿       | 霍太（霍嘉彤妻）                                          |
| 黃 新  | 金貴         | 霍氏企業職員                                              |
| 陳輝虹 |              | 霍氏企業職員                                              |
| 羅浩楷 | 陳永信       | 劉白族（霍氏企業銷售部經理）                              |
| 陳百燊 | 朱子聰       | 黃經理（霍氏企業辦公室助理主管）                          |
| 葉榮祖 | 葉榮祖       | 屈得勁（豆豆父）                                          |
| 羅 蘭  | 譚淑英       | 屈太（豆豆母）                                            |
| 苗僑偉 | 陳永信       | 警司（餐廳食客，客串）                                    |
| 戚美珍 | 龍寶鈿       | 警司女友（餐廳食客，客串）                                |

## 外部連結
- 開眼電影網上《最佳損友闖情關》的資料（繁體中文）
- 豆瓣电影上《最佳損友闖情關》的資料 （简体中文）
- 时光网上《最佳損友闖情關》的資料（简体中文）
- 爛番茄上《最佳損友闖情關》的資料（英文）
- 香港影庫上《最佳損友闖情關》的資料（繁體中文）
- 互联网电影数据库（IMDb）上《最佳損友闖情關》的资料（英文）